# 孝欽端皇后
孝欽端皇后（こうきんたんこうごう、1600年代? - 1619年10月3日）は、明の桂端王朱常瀛の最初の正室で、南明の永暦帝の嫡母。姓は呂氏。

## 経歴
父の呂如松は錦衣衛右所冠帯舎人であった。
万暦45年（1617年）10月、桂王朱常瀛の婚姻のために選抜され、気に入られた。万暦46年（1618年）2月、桂王の婚約者となった。万暦47年（1619年）6月、諸王館へ引っ越し、7月に納徴した。8月8日、百官朝賀の結婚式を挙げないで桂王と結婚した。8月26日（西暦10月3日）、花嫁の呂氏は急死した。
永暦帝が南明の皇帝に即位すると、朱常瀛が皇帝、呂氏が皇后として追尊された。

## 伝記資料
- 『南明史』
- 『明神宗実録』